# Baragwanathia
Бараґвана́тія (Baragwanathia) — рід викопних рослин, що належить до відділу плауноподібних (Lycopodiophyta). Рід існував, починаючи з пізнього силуру до раннього девону (від 427 до 393 мільйонів років тому). Скам'янілості рослин були знайдені в Австралії, Канаді та Китаї. Назва роду походить від прізвища Вільяма Бараґваната, який на час відкриття був директором Геологічної служби штату Вікторія.

## Опис
Baragwanathia — викопні наземні судинні рослини, що класифікують як примітивні плауноподібні. 